# Saint-Martin-de-Lerm
Pour les articles homonymes, voir Saint-Martin.
Saint-Martin-de-Lerm (Sent Martin de l'Èrm en gascon) est une commune du Sud-Ouest de la France, située dans le département de la Gironde, en région Nouvelle-Aquitaine.

## Géographie

### Localisation
La commune se trouve dans l'Entre-deux-Mers, à 58 km à l'est-sud-est de Bordeaux, chef-lieu du département, à 24 km au nord-est de Langon, chef-lieu d'arrondissement et à 7,5 km au sud-est de Sauveterre-de-Guyenne, chef-lieu de canton.

### Communes limitrophes
Les communes limitrophes en sont Saint-Martin-du-Puy au nord, Landerrouet-sur-Ségur à l'est, Loubens au sud-est, Bagas à l'extrême sud sur à peine 200 mètres, Camiran au sud-ouest et Saint-Hilaire-du-Bois au nord-ouest.
| Saint-Hilaire-du-Bois | Saint-Martin-du-Puy  |                       |
|                       | Saint-Martin-de-Lerm | Landerrouet-sur-Ségur |
| Camiran               | Bagas                | Loubens               |

### Climat
Pour des articles plus généraux, voir Climat de la Nouvelle-Aquitaine et Climat de la Gironde.
Historiquement, la commune est exposée à un climat océanique aquitain.  
En 2020, Météo-France publie une typologie des climats de la France métropolitaine dans laquelle la commune est exposée à un climat océanique et est dans la région climatique  Aquitaine, Gascogne, caractérisée par une pluviométrie abondante au printemps, modérée en automne, un faible ensoleillement au printemps, un été chaud (19,5 °C), des vents faibles, des brouillards fréquents en automne et en hiver et des orages fréquents en été (15 à 20 jours).
Pour la période 1971-2000, la température annuelle moyenne est de 12,8 °C, avec une amplitude thermique annuelle de 15,3 °C. Le cumul annuel moyen de précipitations est de 817 mm, avec 11,4 jours de précipitations en janvier et 6,6 jours en juillet. Pour la période 1991-2020, la température moyenne annuelle observée sur la station météorologique la plus proche, située sur la commune de Talence à 6,14 km à vol d'oiseau, est de 14,3 °C et le cumul annuel moyen de précipitations est de 884,0 mm,. Pour l'avenir, les paramètres climatiques de la commune estimés pour 2050 selon différents scénarios d’émission de gaz à effet de serre sont consultables sur un site dédié publié par Météo-France en novembre 2022.

## Urbanisme

### Typologie
Au 1er janvier 2024, Saint-Martin-de-Lerm est catégorisée commune rurale à habitat dispersé, selon la nouvelle grille communale de densité à sept niveaux définie par l'Insee en 2022.
Elle est située hors unité urbaine et hors attraction des villes,.

### Occupation des sols

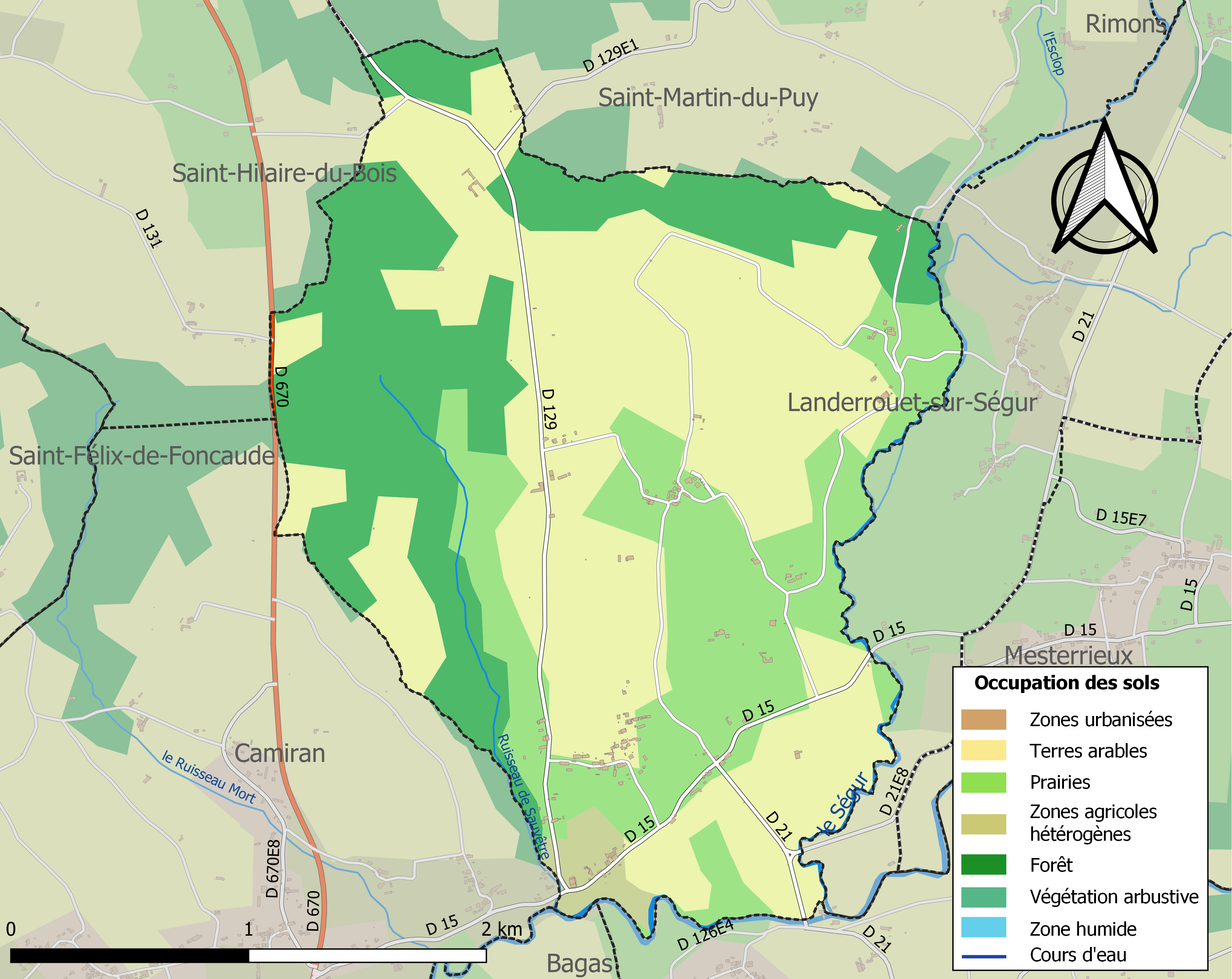
Carte des infrastructures et de l'occupation des sols de la commune en 2018 (CLC).

L'occupation des sols de la commune, telle qu'elle ressort de la base de données européenne d’occupation biophysique des sols Corine Land Cover (CLC), est marquée par l'importance des territoires agricoles (74,6 % en 2018), une proportion identique à celle de 1990 (74,6 %). La répartition détaillée en 2018 est la suivante : 
cultures permanentes (40,1 %), forêts (25,4 %), prairies (24 %), terres arables (8,6 %), zones agricoles hétérogènes (1,9 %). L'évolution de l’occupation des sols de la commune et de ses infrastructures peut être observée sur les différentes représentations cartographiques du territoire : la carte de Cassini (XVIIIe siècle), la carte d'état-major (1820-1866) et les cartes ou photos aériennes de l'IGN pour la période actuelle (1950 à aujourd'hui).

### Voies  de communication et transports
Le territoire communal est traversé, à l'ouest du bourg, par la route départementale D129 qui mène, vers le nord-ouest, à Sauveterre-de-Guyenne et vers le sud à la route départementale D15 qui traverse le sud du territoire communal et mène, vers l'ouest, à Camiran et Morizès et vers l'est, vers Mesterrieux et Neuffons et au-delà à Pellegrue.

L'accès le plus proche à l'autoroute A62 (Bordeaux-Toulouse) est le no 4, dit de La Réole, distant de 17 km par la route vers le sud.

L'accès no 1, dit de Bazas, à l'autoroute A65 (Langon-Pau) se situe à 35 km vers le sud-sud-ouest.

L'accè le plus proche à l'autoroute A89 (Bordeaux-Lyon) est celui de l'échangeur autoroutier avec la route nationale 89 qui se situe à 39 km vers le nord-ouest.
La gare SNCF la plus proche est celle, distante de 9 km par la route vers le sud, de La Réole sur la ligne Bordeaux-Sète du TER Nouvelle-Aquitaine.

### Risques majeurs
Le territoire de la commune de Saint-Martin-de-Lerm est vulnérable à différents aléas naturels : météorologiques (tempête, orage, neige, grand froid, canicule ou sécheresse), inondations et séisme (sismicité très faible). Un site publié par le BRGM permet d'évaluer simplement et rapidement les risques d'un bien localisé soit par son adresse soit par le numéro de sa parcelle.
Certaines parties du territoire communal sont susceptibles d’être affectées par le risque d’inondation par débordement de cours d'eau, notamment le Dropt et le Ségur. La commune a été reconnue en état de catastrophe naturelle au titre des dommages causés par les inondations et coulées de boue survenues en 1982, 1988, 1999 et 2009,.

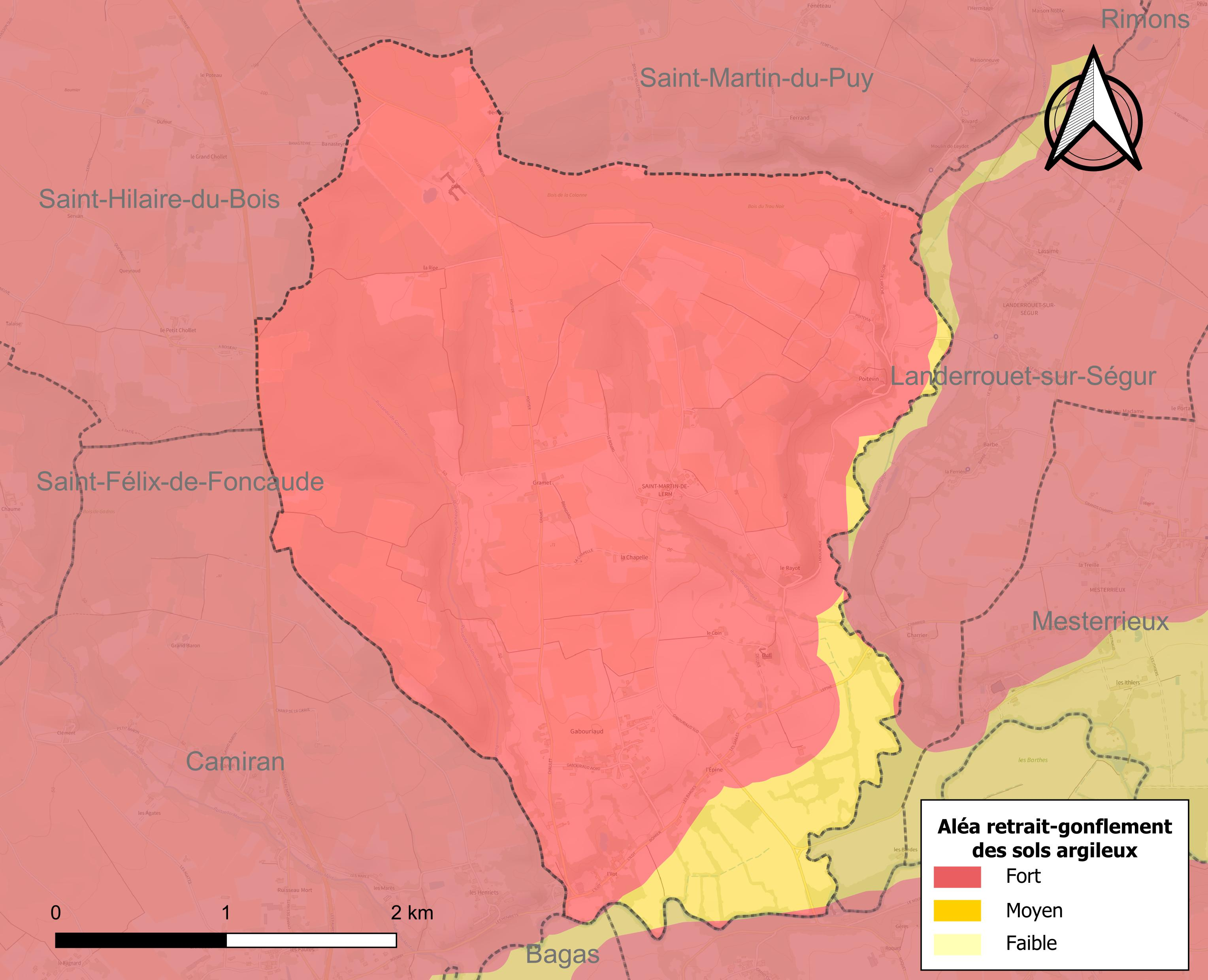
Carte des zones d'aléa retrait-gonflement des sols argileux de Saint-Martin-de-Lerm.

Le retrait-gonflement des sols argileux est susceptible d'engendrer des dommages importants aux bâtiments en cas d’alternance de périodes de sécheresse et de pluie. La totalité de la commune est en aléa moyen ou fort (67,4 % au niveau départemental et 48,5 % au niveau national). Sur les 85 bâtiments dénombrés sur la commune en 2019, 85 sont en aléa moyen ou fort, soit 100 %, à comparer aux 84 % au niveau départemental et 54 % au niveau national. Une cartographie de l'exposition du territoire national au retrait gonflement des sols argileux est disponible sur le site du BRGM,.
Concernant les mouvements de terrains, la commune a été reconnue en état de catastrophe naturelle au titre des dommages causés par des mouvements de terrain en 1999.

## Toponymie
Toponyme dérivé du mot gaulois erm. Le latin classique utilisait un mot hérité du grec eremus pour désigner le désert, la solitude. Eremus a gardé ce sens de désert, de solitude, d’ermitage, mais, parallèlement, est apparu le sens rural de « lande stérile », en bas latin herma terra. Le latin chrétien a emprunté au grec le terme « ermite », « celui qui vit dans la solitude ».

## Histoire
À la Révolution, la paroisse Saint-Martin-de-Lerm forme la commune de Saint-Martin-de-Lerm.
Au cours de la période de la Convention nationale (1792-1795), la commune porte provisoirement le nom révolutionnaire de Montagne-sur-le-Dropt.

## Politique et administration
| Période                                  | Période   | Identité                | Étiquette | Qualité                                                                                         |
| ---------------------------------------- | --------- | ----------------------- | --------- | ----------------------------------------------------------------------------------------------- |
| mars 1965                                | mars 1989 | René Genestine          |           |                                                                                                 |
| mars 1989                                | mars 2008 | Yves Poujon (1926-2009) |           | Viticulteur, conseiller municipal (avril 1953-mars 1965), 1er adjoint au maire (mars 1965-1979) |
| mars 2008                                | En cours  | Jean-Paul Poujon        |           | Viticulteur                                                                                     |
| Les données manquantes sont à compléter. |           |                         |           |                                                                                                 |

## Démographie
L'évolution du nombre d'habitants est connue à travers les recensements de la population effectués dans la commune depuis 1793. Pour les communes de moins de 10 000 habitants, une enquête de recensement portant sur toute la population est réalisée tous les cinq ans, les populations de référence des années intermédiaires étant quant à elles estimées par interpolation ou extrapolation. Pour la commune, le premier recensement exhaustif entrant dans le cadre du nouveau dispositif a été réalisé en 2004.

En 2022, la commune comptait 160 habitants, en évolution de +15,94 % par rapport à 2016 (Gironde : +6,91 %, France hors Mayotte : +2,11 %).
| 1793 | 1800 | 1806 | 1821 | 1831 | 1836 | 1841 | 1846 | 1851 |
| ---- | ---- | ---- | ---- | ---- | ---- | ---- | ---- | ---- |
| 400  | 305  | 288  | 325  | 331  | 305  | 309  | 273  | 308  |

| 1856 | 1861 | 1866 | 1872 | 1876 | 1881 | 1886 | 1891 | 1896 |
| ---- | ---- | ---- | ---- | ---- | ---- | ---- | ---- | ---- |
| 302  | 292  | 285  | 291  | 276  | 303  | 286  | 281  | 300  |

| 1901 | 1906 | 1911 | 1921 | 1926 | 1931 | 1936 | 1946 | 1954 |
| ---- | ---- | ---- | ---- | ---- | ---- | ---- | ---- | ---- |
| 283  | 285  | 282  | 231  | 269  | 226  | 238  | 247  | 222  |

| 1962 | 1968 | 1975 | 1982 | 1990 | 1999 | 2004 | 2006 | 2009 |
| ---- | ---- | ---- | ---- | ---- | ---- | ---- | ---- | ---- |
| 184  | 155  | 131  | 122  | 104  | 122  | 135  | 137  | 138  |

| 2014 | 2019 | 2022 | - | - | - | - | - | - |
| ---- | ---- | ---- | - | - | - | - | - | - |
| 139  | 154  | 160  | - | - | - | - | - | - |

## Lieux et monuments
L'église romane Saint-Martin datant du XIIe siècle a été réhabilitée dans les années 2000.

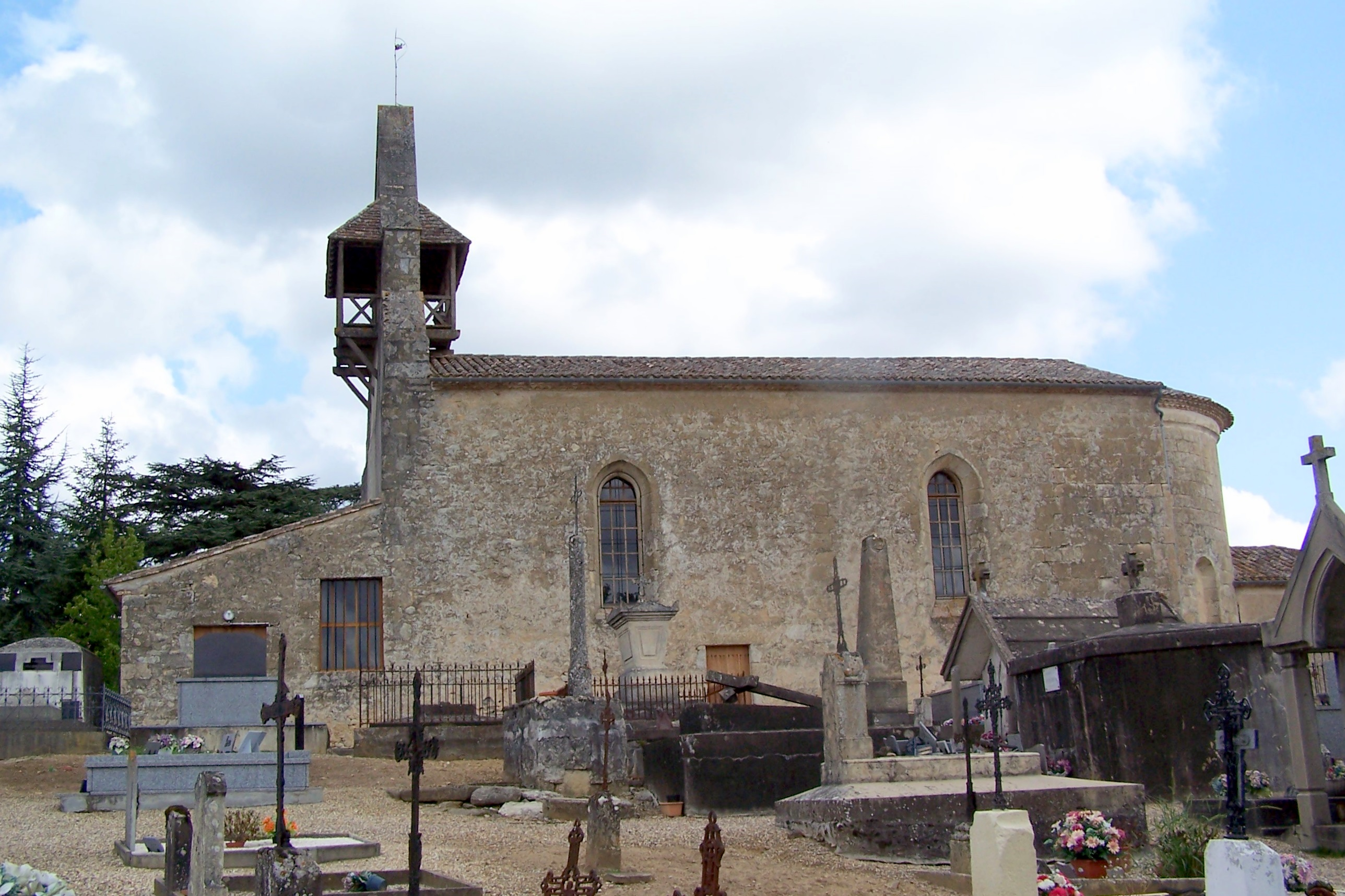
L'église Saint-Martin (août 2011).
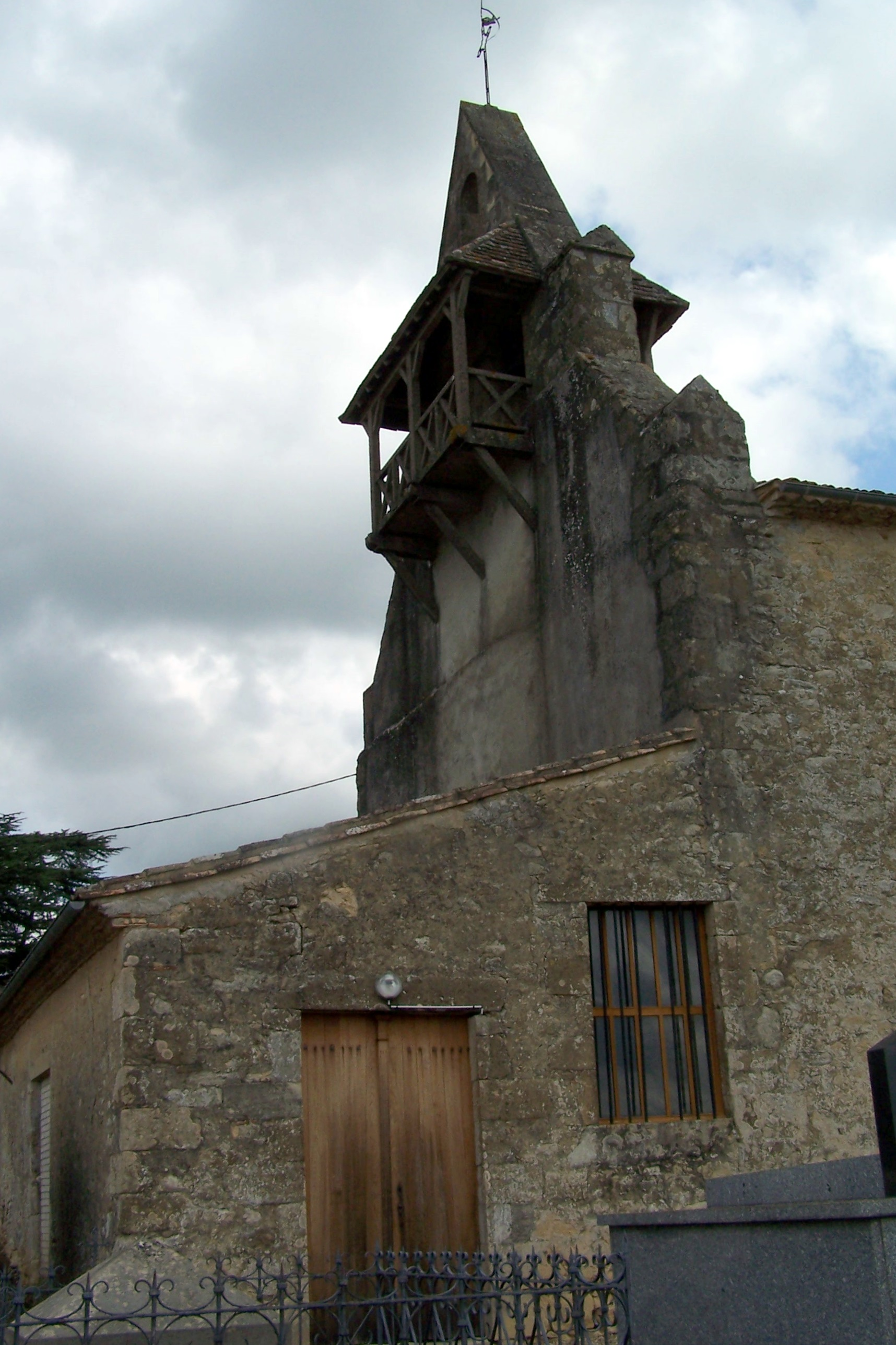
Le clocher-mur de l'église Saint-Martin (août 2011).
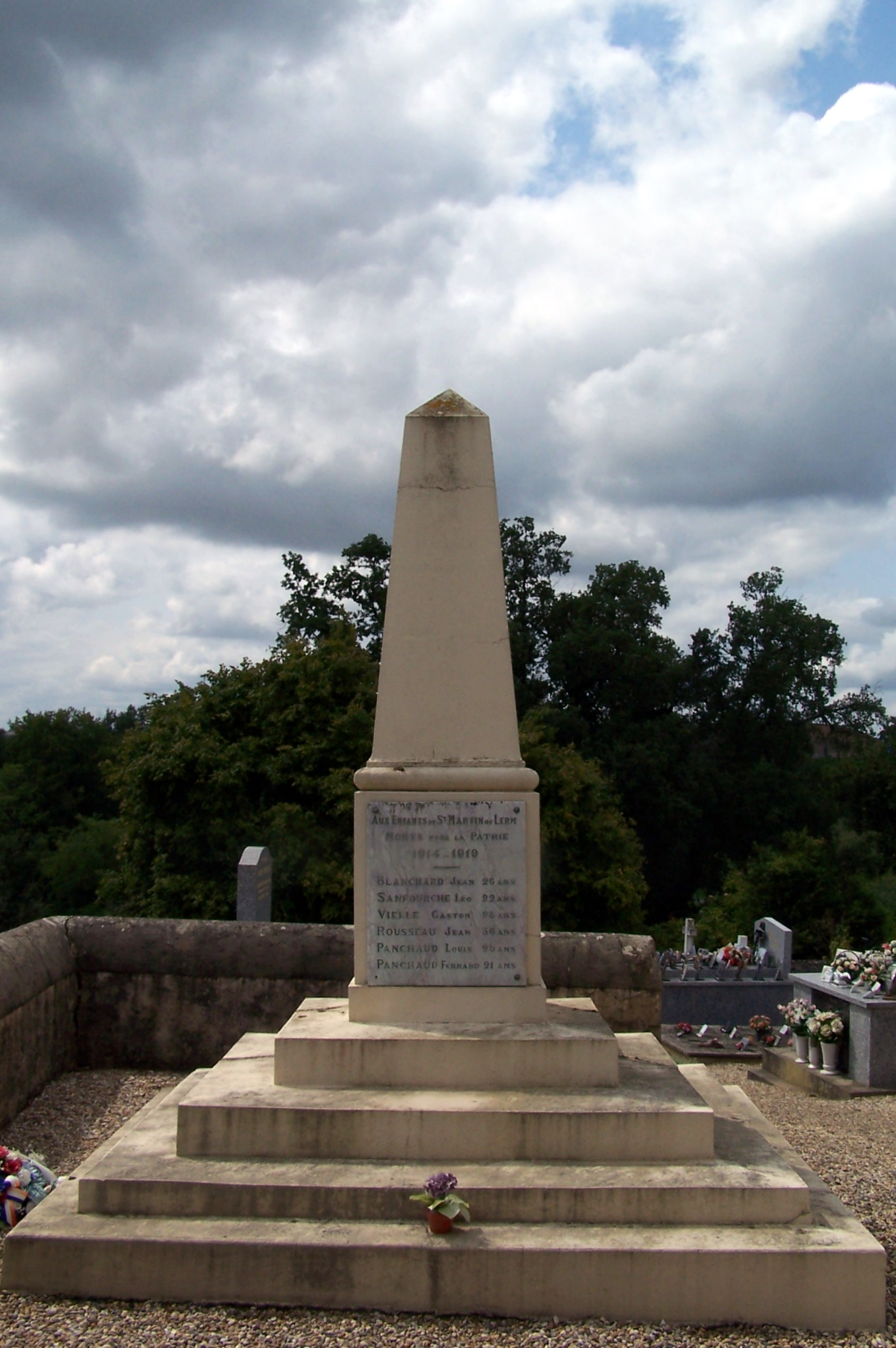
Le monument aux morts dans le cimetière (août 2011).